# أنطون ويلهلم بروغر
أنطون ويلهلم بروغر هو عالم إنسان وبروفيسور وسياسي نرويجي، ولد في 11 أكتوبر 1884 في ستوكهولم في السويد، وتوفي في 29 أغسطس 1951 في أوسلو في النرويج. نشط حزبياً في Free-minded Liberal Party ‏. وقد انتخب زعيم حزب Free-minded Liberal Party ‏ (1930 – 1931) وانتخب نائب عضو برلمان النرويج ‏ عن دائرة أوسلو ‏ وقد انضم خلال فترته النيابية ‏ (1928 – 1930) للكتلة البرلمانية Free-minded Liberal Party ‏.